# Sprawa Drąsiusa Kedysa
Sprawa Drąsiusa Kedysa – afera na Litwie koncentrująca się wokół wysuwanych w czasie sporu o opiekę nad dzieckiem przez Drąsiusa Kedysa oskarżeń o rzekome molestowanie seksualne jego czteroletniej córki. Mężczyzna, powołując się na brak efektów śledztwa, rozesłał około 200 listów wraz z nagranymi wypowiedziami dziewczynki wskazującymi na jej molestowanie. W 2009 zamordowano sędziego i siostrę matki, których Drąsius Kedys publicznie oskarżał o udział w tym procederze. Sam mężczyzna zniknął, jego zwłoki znaleziono w 2010. Wkrótce doszło też do śmierci polityka będącego jedynym formalnie podejrzanym w toczącym się postępowaniu o molestowanie seksualne. Sprawa Drąsiusa Kedysa podzieliła litewską opinię publiczną, jak również środowiska opiniotwórcze. Część osób uznawała mężczyznę za mściciela, dokonującego zemsty w czasie bezczynności organów państwa. Część natomiast określała go jako psychopatę i zbrodniarza. W sprawie pojawiały się także wątpliwości co do rzeczywistych przyczyn poszczególnych zgonów oraz sugestie istnienia mafii pedofilskiej z układami w sądownictwie i polityce, która miałaby stać za śmiercią wszystkich czterech osób. Kontynuacją sprawy stał się dalszy spór o opiekę nad dziewczynką prowadzony między matką dziecka a siostrą Drąsiusa Kedysa Neringą Venckienė, który tej ostatniej przyniósł pewną popularność prowadzącą do powołania partii politycznej Droga Odwagi.

## Oskarżenia o molestowanie seksualne
Drąsius Kedys (ur. 1972) i Laimutė Stankūnaitė (ur. 1986) zostali rodzicami Deimantė Kedytė (ur. 2004). Ich związek rozpadł się w 2006, po czym rodzice rozpoczęli spór o prawo do opieki nad dzieckiem. Matka uzyskała pomoc ze strony Andriusa Ūsasa, polityka Partii Demokracji Obywatelskiej i doradcy byłego marszałka Sejmu Viktorasa Muntianasa. Dziecko w listopadzie 2006 powierzono jej, zaś ojciec otrzymał prawo do spotkań w co drugi weekend. 29 listopada 2008 Drąsius Kedys złożył na policję zawiadomienie o podejrzeniu molestowania córki przez Andriusa Ūsasa, przy czym Laimutė Stankūnaitė miała się godzić na ten proceder i otrzymywać za to pieniądze. W grudniu tego samego roku Deimantė Kedytė przekazano ojcu, jednak zarzuty wobec matki zostały oddalone. Zarzuty karne przedstawiono jedynie Andriusowi Ūsasowi, prowadząc w tym zakresie śledztwo. Drąsius Kedys w lutym 2009 oskarżył z kolei Violetę Naruševičienė (siostrę matki dziewczynki) o udział w pedofilskim procederze, a w lipcu 2009 podniósł zarzuty o pedofilskie czynności seksualne wobec Deimantė Kedytė także pod adresem sędziego Jonasa Furmanavičiusa i nieustalonej osoby o pseudonimie Aidas. Dziewczynkę tym mężczyznom miały przyprowadzać jej matka i ciotka.
Drąsius Kedys, motywując swoje działania frustracją wynikającą z braku postępu w postępowaniu karnym, wysłał do polityków, organów ścigania, mediów i organizacji społecznych około 200 listów wraz z płytą DVD. Zawierała ona dokonane przez niego amatorskie nagranie wypowiedzi Deimantė Kedytė, opowieści dziewczynki na pytania ojca sugerowały, iż była ona molestowana seksualnie. Pomimo upublicznienia sprawy nie doszło jednak do przedstawienia zarzutów innym osobom.

## Cztery śmierci

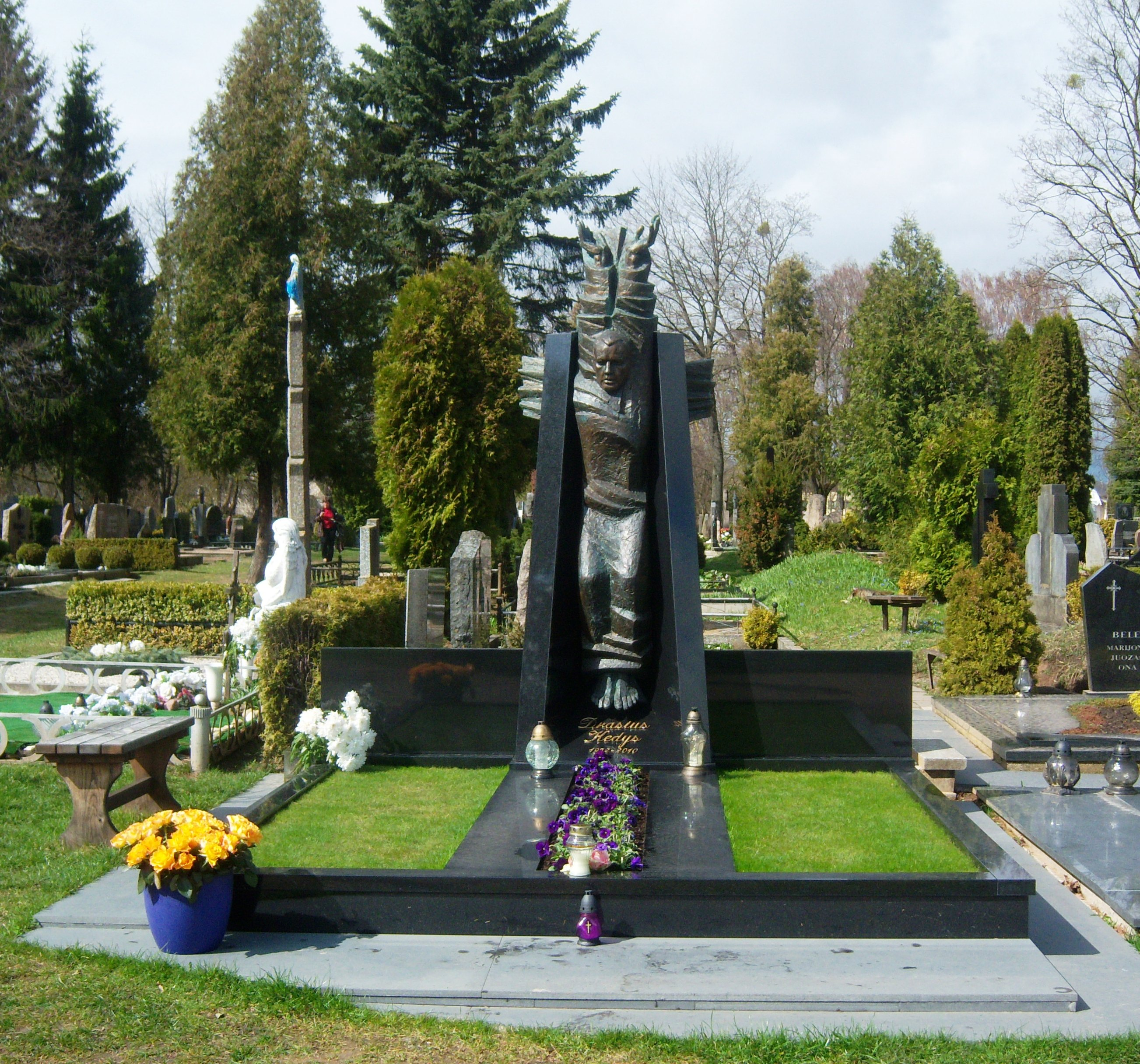
Grób Drąsiusa Kedysa w Kownie

5 października 2009 sędzia Jonas Furmanavičius i Violeta Naruševičienė zostali zastrzeleni przed swoimi domami przez sprawcę poruszającego się furgonetką. Drąsius Kedys stał się głównym podejrzanym o dokonanie tych zbrodni, miał w przeszłości zastraszać obie ofiary. Sam jednak zniknął, nigdy publicznie nie przyznając się do tych czynów. Już w dniu zabójstw ogłoszono jego poszukiwania w kraju, a następnie wszczęto poszukiwania międzynarodowe w związku z podejrzeniem wyjazdu za granicę. Laimutė Stankūnaitė i Andrius Ūsas otrzymali policyjną specjalną ochronę.
Sprawa zaczęła dzielić opinię publiczną na Litwie. Część uznała Drąsiusa Kedysa za bohatera, mściciela, który walczył z układem między sędziami i politykami w celu ochrony pedofilów. Inni uznali go za zbrodniarza bez skrupułów lub psychopatę, mszczącego się dla własnych celów. Po obu stronach publicznie opowiadali się przedstawiciele różnych grup zawodowych i społecznych, w tym dawni dysydenci, politycy i artyści.
20 kwietnia 2010 znaleziono zwłoki Drąsiusa Kedysa w pobliżu zbiornika wodnego pod Kownem. Według ustaleń śledczych mężczyzna zmarł tydzień wcześniej, a przyczyną zgonu było udławienie się wymiocinami, przy czym w jego krwi stwierdzono 3,7 promila alkoholu. Krewni Drąsiusa Kedysa zaczęli jednak głosić teorię o jego torturowaniu i zamordowaniu, o czym miałyby rzekomo świadczyć obrażenia ciała (w tym złamana kość udowa). Cztery dni po ujawnieniu zwłok mężczyzna został pochowany w Kownie. W ceremonii pogrzebowej według informacji podawanych przez media wzięło udział około sześciu tysięcy osób z całej Litwy.
Andrius Ūsas, wobec którego postępowanie karne nie zostało wciąż zakończone, został w czerwcu 2010 znaleziony martwy. Według oficjalnych ustaleń mężczyzna, jadąc quadem w stanie nietrzeźwości, miał wypadek i utonął w płytkim stawie. W opinii publicznej ponownie pojawiły się głosy (w tym siostry Drąsiusa Kedysa i polityków), że nie była to śmierć przypadkowa.

## Dalszy spór o opiekę
Deimantė Kedytė od czasu zniknięcia jej ojca mieszkała u jego krewnych w Godlewie, opiekowała się nią Neringa Venckienė, siostra Drąsiusa Kedysa i sędzia kowieńskiego sądu, w którym orzekał również Jonas Furmanavičius. Jednocześnie na drodze sądowej Laimutė Stankūnaitė próbowała odzyskać prawa do opieki nad córką. Neringa Venckienė tymczasem wielokrotnie występowała w mediach, negatywnie oceniając przebieg postępowania przygotowawczego, publicznie krytykując działania określonych osób i organów. Jej aktywność doprowadziła do postępowania dyscyplinarnego zakończonego udzieleniem nagany za naruszenie zasad etyki sędziego.
Na początku 2012 zapadło ostateczne orzeczenie sądu przyznające prawo do opieki nad dziewczynką matce. Decyzja ta wywołała podziały w opinii publicznej, której część traktowała Laimutė Stankūnaitė jako uczestniczkę pedofilskiego procederu. Pierwsza próba przejęcia dziecka z marca 2012 zakończyła się niepowodzeniem po interwencji organizacji praw dziecka. W następstwie tego wydarzenia wokół domu Neringi Venckienė zaczęli gromadzić się zwolennicy jej brata, zorganizowali tam swoistą wspólnotę, czuwając, przygotowując jedzenie, świętując, biorąc udział w darmowych koncertach i cowieczornych mszach katolickich. Zwolennicy Neringi Venckienė zaczęli jednocześnie organizować nocne czuwania także przed pałacem prezydenckim.
W maju 2012 drugie podejście do odebrania dziecka zgodnie z prawomocnym wyrokiem zakończyło się sukcesem. Brało w nim udział około 250 policjantów, dziewczynka została przekazana matce i wraz z nią wywieziona. W czasie akcji doszło do zamieszek, w wyniku których zatrzymano 39 protestujących.

## Partia Droga Odwagi
W następstwie tych wydarzeń wszczęto postępowanie karne wobec Neringi Venckienė, której zarzucono niewykonywanie wyroku sądowego oraz znieważenie funkcjonariusza policji przy wykonywaniu obowiązków służbowych. W czerwcu 2012 Rada Sędziów wystąpiła do prezydent Dalii Grybauskaitė z wnioskiem o zwolnienie siostry Drąsiusa Kedysa z urzędu sędziego.
Neringa Venckienė sama złożyła wówczas prośbę o dymisję, deklarując zamiar zaangażowania się w działalność polityczną. W tym czasie trwały już przygotowania do utworzenia nowej listy wyborczej na potrzebę wyborów parlamentarnych zaplanowanych na październik 2012. Ostatecznie powołano ugrupowanie Droga Odwagi, którego litewska nazwa (Drąsos kelias) odwoływała się do imienia Drąsiusa Kedysa. Jej przewodniczącym został duchowny Jonas Varkala, a wśród liderów znalazła się również Neringa Venckienė.
W głosowaniu z 14 października 2012 partia otrzymała poparcie blisko 8% wyborców, wprowadzając z listy krajowej 7 posłów na Sejm Republiki Litewskiej.

## Sprawa Drąsiusa Kedysa w kulturze masowej
Sama afera i postać jej głównego bohatera znalazły także odzwierciedlenie w kulturze popularnej. W 2010 nakręcono serial telewizyjny Drąsos kaina w reżyserii Raimundasa Banionisa poświęcony problemom pedofilii. Jego akcja przypominała sprawę Drąsiusa Kedysa, jednak twórcy zaprzeczyli takim inspiracjom. Wydano także książki biograficzne, tj. Violetinė tragedija. Drąsiaus Kedžio pasirinkimas (2010), Drąsius Kedys. Kovotojas, sudrebinęs Lietuvą (2010), Drąsiaus viltis – išgelbėti mergaitę (2011).